# Aglaspidida
Gli aglaspidi (Aglaspidida, altrimenti noti come Aglaspida) sono un gruppo di artropodi estinti, vissuti tra il Cambriano e il Siluriano (500 – 390 milioni di anni fa). I loro resti sono stati ritrovati in Nordamerica, Europa e Australia.

## Descrizione
L'aspetto di questi animali era piuttosto simile a quello di altri artropodi primitivi, i trilobiti, da cui però si differenziavano per alcune caratteristiche fondamentali. L'esoscheletro, ad esempio, non era distinto nei caratteristici “tre lobi” longitudinali, ma solo in quelli trasversali (prosoma, opistosoma e spina caudale). Il cephalon era largo e piatto, dalla struttura molto robusta e a forma di ferro di cavallo; spesso era munito di spine rivolte all'indietro. Gli occhi erano molto sviluppati e sporgevano dalla parte alta del cephalon. Il torace era costituito da segmenti larghi e piatti, di forma molto simile fra loro, in numero compreso tra dieci e quindici. La coda (telson) era costituita da una spina notevolmente allungata. In generale, gli aglaspidi raggiungevano dimensioni notevoli per un artropode, e a volte superavano i 20 centimetri di lunghezza.

## Classificazione
A causa della loro somiglianza superficiale con l'odierno limulo, gli aglaspidi sono stati in passato considerati come possibili antenati degli xifosuri (Xiphosura, il gruppo al quale appartiene il limulo) e inclusi quindi nel gruppo dei chelicerati. Più di recente, gli aglaspidi sono stati studiati approfonditamente a livello morfologico e attualmente i paleontologi ritengono che questi animali possano essere imparentati con i trilobiti. Tra i generi più noti di aglaspidi, da ricordare Aglaspis, Aglaspoides, Angarocaris e Beckwithia. Un piccolo gruppo di generi, tra cui Strabops e Parapaleomerus, furono precedentemente ascritti agli aglaspidi ma ora sono ritenuti un taxon distinto, gli Strabopida.

## Stile di vita
I fossili degli aglaspidi sono molto rari, nonostante abbiano una distribuzione geografica e temporale piuttosto diffusa. Molti loro fossili sono stati ritrovati in giacimenti originatisi in ambienti di acqua dolce, o di acque molto basse. I grandi occhi prominenti e la forma del corpo suggeriscono che questi animali fossero predatori attivi, e probabilmente si nutrivano di altri artropodi come i trilobiti.
Le caratteristiche morfologiche degli aglaspidi hanno condotto gli scienziati a ritenere che questi animali possano essere gli autori di numerose tracce fossili, denominate Protichnites, rinvenute in numerose località a partire dal periodo Cambriano. Queste tracce mostrano chiaramente il movimento di un artropode sulla terraferma; se l'ipotesi fosse confermata, gli aglaspidi potrebbero essere stati i primi animali a vivere, seppur per brevi periodi, sulle terre emerse.